# Simulium pusillum
Simulium pusillum är en tvåvingeart som beskrevs av Fries 1824. Simulium pusillum ingår i släktet Simulium och familjen knott. Arten är reproducerande i Sverige. Inga underarter finns listade i Catalogue of Life.